# Paul Regina
Paul Regina (* 25. Oktober 1956 in Brooklyn, New York; † 31. Januar 2006 in Smithtown, New York) war ein US-amerikanischer Schauspieler.
Regina begann seine Karriere Ende der 1970er-Jahre mit Auftritten in Fernsehserien. Seinen ersten Part in einem größeren Kinofilm hatte er 1980 in der Tragikomödie Jahreszeiten einer Ehe (A Change of Seasons). Seine bekannteste Rolle war die des Cliff Waters in der Sitcom Unter Brüdern (Brothers; 1984–1989). Dort spielte er den homosexuellen Bruder der Hauptfigur. In dieser Serie wurde erstmals in einer US-amerikanischen Sitcom das Thema Homosexualität behandelt. 
Bis zu seinem Tod 2006 spielte Regina vor allem in festen wie auch in Gastrollen in Sitcoms, Krimiserien sowie Serien mit dramatischen Inhalten und Fernsehfilmen.